# Judi Mesman
Judi Mesman (Aduard, 14 augustus 1974) is een Nederlandse hoogleraar maatschappelijke verantwoordelijkheid en impact bij de Universiteit Leiden. Van 2016 tot 2022 was zij decaan van het Leiden University College in Den Haag. In 2021 werd zij onderscheiden met de Stevinpremie.

## Loopbaan
Mesman behaalde in 1996 haar mastergraad in de klinische en gezondheidspsychologie aan de Universiteit Leiden. Vier jaar promoveerde ze in Rotterdam aan de Erasmus Universiteit op de afdeling Child and Addolescent Psychiatry. Aansluitend was ze postdoc in Leiden. In 2003 werd Mesman benoemd tot universitair docent bij het Centre for Child and Family Studies aan de Universiteit Leiden. Drie jaar later volgde een promotie tot universitair hoofddocent en in 2009 werd ze er hoogleraar. Sinds 2024 is zij Universiteitshoogleraar (distinguished professor) op het gebied van maatschappelijke verantwoordelijkheid en impact.
Samen met drie andere vooraanstaande vrouwelijke hoogleraren, Eveline Crone, Naomi Ellemers en Ineke Sluiter, zette ze in 2005 Athena's Angels op, een organisatie die zich inzet voor de belangen van vrouwen in de wetenschap.

## Werk
Het onderzoek van Mesman richt zich de overdracht tussen generaties in verschillende culturen van sociale normen en gedragspatronen. Ofwel, welke invloed hebben opvoeding en onderwijs op het wereldbeeld van kinderen wat betreft huidskleur, gender en seksualiteit. Met name de rol van gender-, cultuur- en sociaaleconomische factoren van ouders en hun kinderen bij het vormgeven van ouder-kind-interacties in hun ontwikkeling. Zo liet ze onder andere zien dat ouders op subtiele wijze en vaak onbewust aan hun kinderen laten merken welk gedrag ze acceptabel vinden voor jongens en meisjes. Ook toonde haar onderzoek aan dat een 'kleurenblinde' opvoeding waarin ouders doen alsof ze geen verschillen in huidskleur zien samenhangt met meer interetnische vooroordelen bij hun kinderen. In 2021 publiceerde Mesman over dit laatste onderzoek het boek 'Opgroeien in kleur', over antiracitisch opvoeden. In 2024 publiceerde ze het rapport 'Leiderschap in kleur' over mensen van kleur in leiderschapsposities.